# Ariano Irpino
Ariano Irpino é uma comuna italiana da região da Campania, província de Avellino, com cerca de 22906 habitantes. Estende-se por uma área de 185 km², tendo uma densidade populacional de 124 hab/km². Faz fronteira com Apice (BN), Castelfranco in Miscano (BN), Flumeri, Greci, Grottaminarda, Melito Irpino, Montecalvo Irpino, Monteleone di Puglia (FG), Savignano Irpino, Villanova del Battista, Zungoli.

## Demografia
| Variação demográfica do município entre 1861 e 2011                               |
|                                                                                   |
| Fonte: Istituto Nazionale di Statistica (ISTAT) - Elaboração gráfica da Wikipedia |